# نیروی دریایی اسرائیل
نیروی دریایی اسرائیل (به عبری: חיל הים הישראלי) بخش مهمی از نیروهای دفاعی اسرائیل می‌باشد که در دریای مدیترانه، خلیج ایلات، دریای احمر و کانال سوئز حضور دارد. نیروی دریایی ارتش اسرائیل زیر نظر ستاد کل نیروهای دفاعی اسرائیل فعالیت می‌کند. هم‌اکنون فرمانده کنونی نیروی دریایی ارتش اسرائیل برعهده آلوف الی ماروم می‌باشد. نیروی دریایی به‌همراه نیروی زمینی اسرائیل و نیروی هوایی اسرائیل وظیفهٔ «حفظ کیان و استقلال رژیم اسرائیل و عقیم‌کردن تلاش‌های دشمنان آن در مختل‌کردن روال عادی زندگی در داخل کشور» را بر عهده دارند.

## نیروهای تحت امر
نیروهای تحت امر شامل ستاد نیروی دریایی، واحدهای تسلط دریایی، تیپ‌های زیر دریایی و تیپ‌های کماندویی متخصص در جنگ‌های غیرمتعارف می‌باشند.

## پایگاه‌ها
نیروی دریایی ارتش اسرائیل دارای هشت پایگاه دریایی لجستیک و عملیات در این کشور است.
- پایگاه دریایی حیفا ناوگان کشتی‌های جنگنده موشک انداز، ناوگان زیردریایی و کشتی‌های گشتی و تجسسی واحد ۹۱۴.[۵]
- پایگاه دریایی عتلیت مرکز یگان‌های کماندویی فوق ویژه شایتت ۱۳[۵]
- پایگاه دریایی ایلات پایگاه کشتی‌های گشتی و تجسسی واحد ۹۱۵[۵]
- پایگاه دریایی اشدود پایگاه کشتی‌های گشتی و تجسسی واحد ۹۱۶[۵]
- پایگاه دریایی و زیردریایی آموزشی حیفا پایگاه آموزشی کشتی‌های ناوشکن، ناوچه، ناوبر و زیردریایی[۵]
- پایگاه عملیاتی ممتام (ממת"ם) پایگاه عملیاتی ارتباطات، رادار، ماهواره‌ای، شناسائی لجستیک و عملیات[۵]
- پایگاه دریایی عملیاتی پایگاه کشتی‌های جنگنده و موشک انداز[۵]
- پایگاه کل نیروهای دریایی پایگاه کل فرماندهی عملیات و لجستیک نیروهای دریایی ارتش اسرائیل - مستقر در تل‌آویو[۵]

## ناوگان

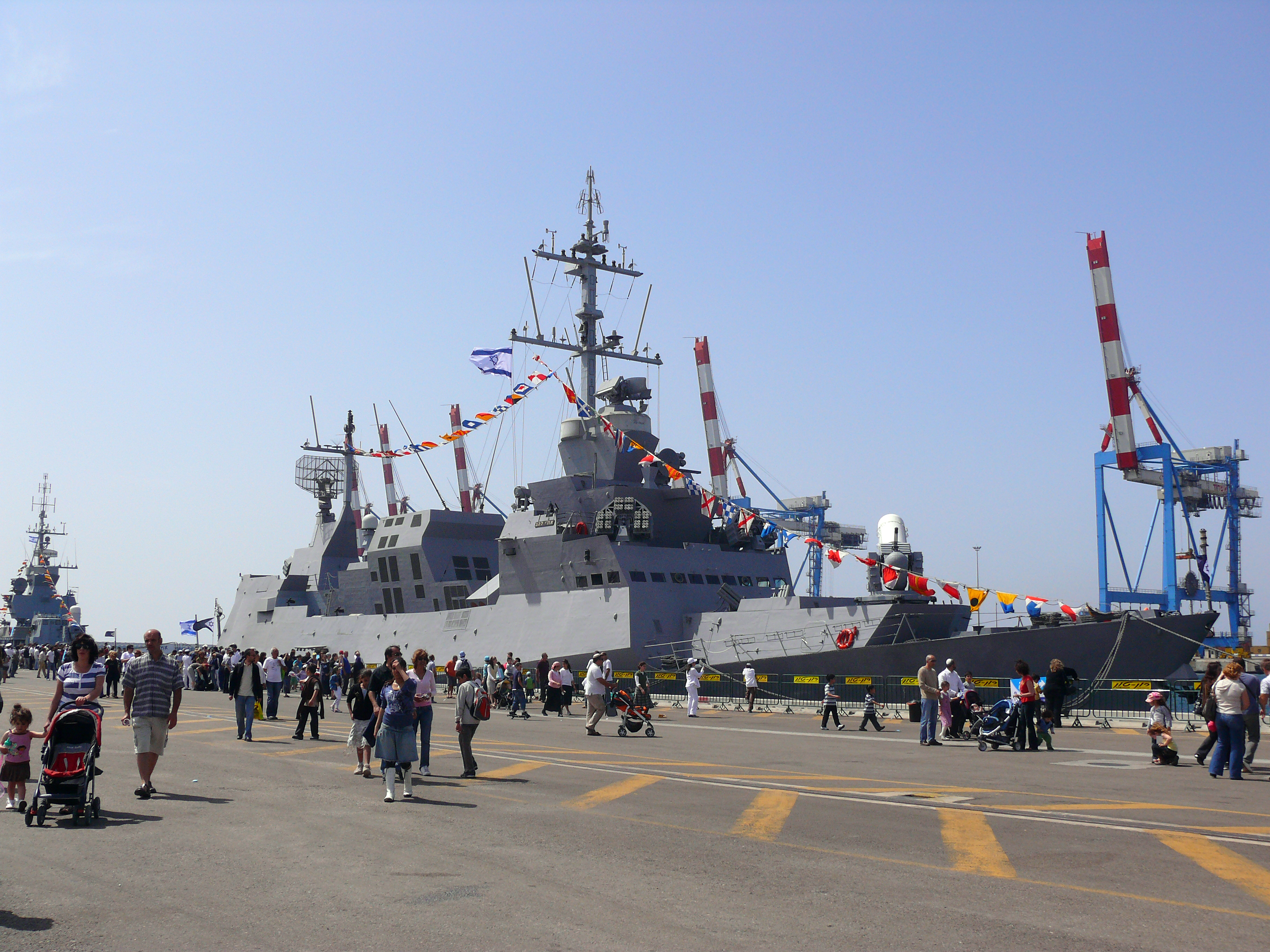
ناوچه آی‌ان‌اس لهب نیروی دریایی اسرائیل، یکی از سه رزم‌ناو فعال در ارتش اسرائیل است.

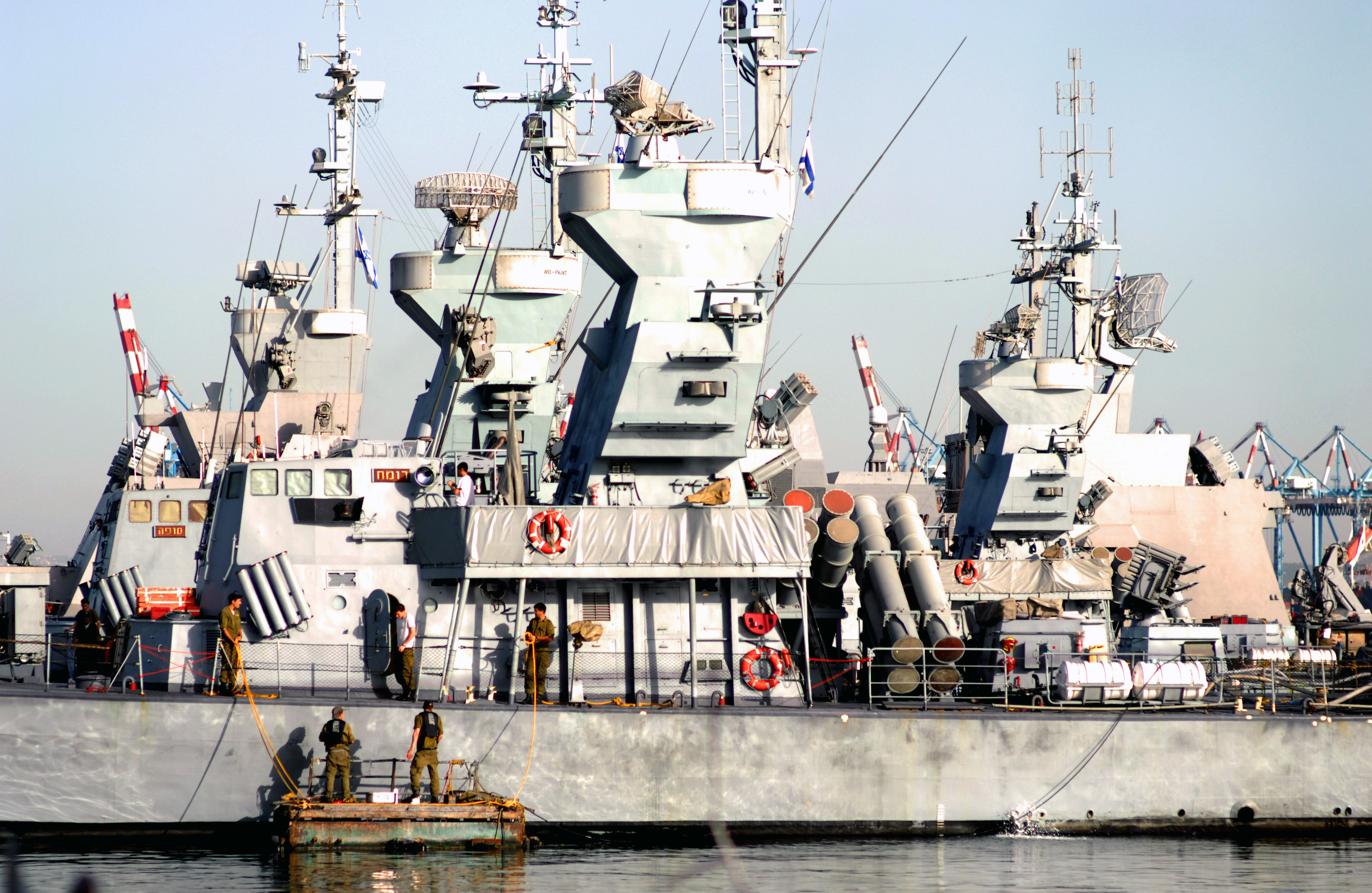
ناوچه موشک‌انداز آی‌ان‌اس روماه (جلو) و آی‌ان‌اس سوفا (عقب) در سال ۲۰۰۸ میلادی.

نیروی دریایی اسرائیل دارای ۳ ناوچه سبک کلاس ساعر ۵ به نام‌های آی‌ان‌اس ایلات، آی‌ان‌اس لهب و آی‌ان‌اس هانیت است.
این نیرو همچنین دارای ۸ فروند قایق موشک‌انداز کلاس ۴٫۵ ساعر به نام‌های آی‌ان‌اس روماه، آی‌ان‌اس کشت، آی‌ان‌اس هتز، آی‌ان‌اس کیدون، آی‌ان‌اس نارشیش، آی‌ان‌اس یافو، آی‌ان‌اس هرو و آی‌ان‌اس سوفا است.

### زیردریایی‌ها
نیروی دریایی اسرائیل، هم‌اکنون پنج زیردریایی کلاس دلفین ساخت آلمان در اختیار دارد. این زیردریایی‌ها گران‌ترین دستگاه‌های ارتش اسرائیل هستند و توانایی حمل ۱۶ اژدر یا موشک کروز دارند. موشک‌های کروز حداقل ۱۵۰۰ کیلومتر برد داشته و بسیاری معتقدند که کلاهک‌های هسته‌ای ۲۰۰ کیلویی (حاوی ۶ کیلو پلوتونیوم) بر روی آن‌ها نصب شده است.